# Stor-Gluppentjärnen
Stor-Gluppentjärnen är en sjö i Norsjö kommun i Västerbotten och ingår i Skellefteälvens huvudavrinningsområde.